# عبد الرحمن بن محمد المشهور
عبد الرحمن بن محمد المشهور (1250 - 1320 هـ) إمام وفقيه شافعي ونسابة ومفتي الديار الحضرمية. كان متوسعًا في مختلف العلوم، في الفقه والحديث والفلك والأنساب وعلوم الآلة وغيرها. وصنف مصنفات فقهية صارت مراجع لمن جاء بعده مثل كتاب «بغية المسترشدين». وهو أول من تولى شؤون المعهد العلمي رباط تريم عند افتتاحه.

## نسبه
عبد الرحمن بن محمد بن حسين بن عمر بن عبد الله بن محمد المشهور بن أحمد بن محمد بن أحمد شهاب الدين الأصغر بن عبد الرحمن القاضي بن أحمد شهاب الدين الأكبر بن عبد الرحمن بن علي بن أبي بكر السكران بن عبد الرحمن السقاف بن محمد مولى الدويلة بن علي بن علوي الغيور بن الفقيه المقدم محمد بن علي بن محمد صاحب مرباط بن علي خالع قسم بن علوي بن محمد بن علوي بن عبيد الله بن أحمد المهاجر بن عيسى بن محمد النقيب بن علي العريضي بن جعفر الصادق بن محمد الباقر بن علي زين العابدين بن الحسين السبط بن علي بن أبي طالب، وعلي زوج فاطمة بنت محمد ﷺ.
فهو الحفيد 34 لرسول الله محمد ﷺ في سلسلة نسبه.

## مولده ونشأته
ولد في تريم بحضرموت في التاسع والعشرين من شهر شعبان سنة 1250 هـ، ووالدته شيخة بنت عبد الرحمن بن علي الحداد. كان منذ نشأته متورعًا محبًا للخير وأهله، ويحب إخفاء الصدقة وإخفاء الطاعة، وكان ينسخ الكتب في صغره ويتصدق بما حصل له من أجرة النساخة وغيرها. ختم حفظ القرآن وهو ابن اثني عشر سنة، ثم طلب العلم واجتهد فيه حتى فاق على جميع أقرانه، وأذن له في التدريس وهو ابن إحدى وعشرين سنة، وأقبل إليه الطلبة والمستفتون من مختلف الجهات حتى كان الكثير من شيوخه يحضرون دروسه في زاوية مسجد الشيخ علي بن أبي بكر السكران وفي سواها من مجالسه الخاصة والعامة، وروحاته المسائية بعد العصر في التصوف والحديث والسيرة.

## شيوخه
أخذ عن كثيرين من أهل العلم من كبار شيوخ وادي حضرموت والحرمين الشريفين، منهم:
| - أحمد بن علي الجنيد - عمر بن حسن الحداد - عيدروس بن عمر الحبشي - محمد بن إبراهيم بلفقيه | - حامد بن عمر بافرج - عمر بن عبد الله الزاهر - محسن بن علوي السقاف - عبد الرحمن بن علي السقاف - محمد بن حسين الحبشي | - أحمد بن زيني دحلان - علوي بن سقاف الجفري - محمد بن عبد الله باسودان - عبد الله بن حسين بن طاهر - حسن بن صالح البحر | - أبو بكر بن عبد الله العطاس - أحمد بن محمد المحضار - عبد الله بن أحمد بلفقيه - أحمد بن عبد الله عيديد |

## تلاميذه
ومن الذين استقوا من علمه كثير، فممن تخرج عليه:
| - ابنه علي بن عبد الرحمن المشهور - علوي بن عبد الرحمن المشهور - عبد الله بن علي بن شهاب الدين | - عبد الله بن علوي الحبشي - محمد بن سالم السري - محمد بن حسن عيديد - عمر بن عيدروس العيدروس | - عبد الباري بن شيخ العيدروس - أبو بكر بن عبد الرحمن بن شهاب الدين - حسين بن أحمد الكاف - سالم بن حفيظ بن الشيخ أبي بكر بن سالم | - عبد الله بن عمر الشاطري - أبو بكر بن أحمد الخطيب - محمد بن عوض بافضل - محمد بن أبي بكر باذيب |

## أعماله
كان يقضي معظم أوقاته في الدراسات العلمية والإفادة. فقد كان بحرًا في أنواع العلوم وعديدها من فقه وتفسير وحديث وأصول وتصوف ونحو حتى في علم الفلك. وإذا لم يكن مشتغلا بتدريس كان مشتغلا بالإفتاء والتأليف والمطالعة والمراجعة، أو بكتابة شجرات الأخذ والنسب، أو بعمل جداول في علم الفلك لمعرفة أوائل أوقات الصلوات إلى غير ذلك من المنافع العامة غير العلمية كالسعي في إصلاح ذات البين وفي صلاح ما تخرب من الزوايا والمعابد والترب بتريم وغيرها.
وفي مطلع القرن الرابع عشر الهجري تم افتتاح المعهد العلمي رباط تريم لتدريس العلوم الدينية والعربية، وأسند الإشراف التام والرئاسة العلمية إلى عبد الرحمن بن محمد المشهور. ثم تولى إدارته من بعده تلميذه عبد الله بن عمر الشاطري.

## مؤلفاته
وقد أبقى عددا من المصنفات وهي:
| - «بغية المسترشدين في تلخيص فتاوى بعض الأئمة من العلماء المتأخرين» - «غاية المراد من تلخيص فتاوى ابن زياد» - «منحة العزيز الكريم في زيارة تربة تريم» - «شمس الظهيرة الضاحية المنيرة» في أنساب السادة العلوية - «الدر المنثور المستخرج من أبحر شجرة السادة البدور» | - «حاشية على ربع التنبيه» - «نبذة يسيرة في أحكام الحج وسننه» - «الهدية العظيمة لمن أراد التعلم وتعليمه» نبذة في الفقه - «الشجرة العلوية الكبرى» - جدول لمعرفة الأوقات وزيادة الليل والنهار وضدها ومعرفة النجوم والأبراج |

## وفاته
توفي منتصف شهر صفر سنة 1320 هـ بتريم، وكان ذلك ليلة السبت وأما تشييعه إلى مدفنه فقد كان بعد صلاة عصر يوم السبت، وضريحه بتربة زنبل مشهور يزار بجانب قبر محمد بن عبد الله باعلوي صاحب مسجد مقالد.

### استشهادات
1. ↑  الزركلي، خير الدين (2002). الأعلام (PDF). بيروت، لبنان: دار العلم للملايين. ج. الجزء الثالث. ص. 334. مؤرشف من الأصل (PDF) في 2020-09-22.
2. ↑  زبارة، محمد بن محمد (1376 هـ). أئمة اليمن بالقرن الرابع عشر للهجرة. القاهرة، مصر: المطبعة السلفية ومكتبتها. ص. 378. {{استشهاد بكتاب}}: تحقق من التاريخ في: |تاريخ= (مساعدة)
3. ↑  الكاف، عمر بن علوي (1422 هـ). الخبايا في الزوايا (PDF). بيروت، لبنان: دار الحاوي. ص. 70. {{استشهاد بكتاب}}: تحقق من التاريخ في: |تاريخ= (مساعدة)
4. ↑  باذيب، محمد بن أبي بكر (1430 هـ). جهود فقهاء حضرموت في خدمة المذهب الشافعي (PDF). عمان، الأردن: دار الفتح. ج. الجزء الثاني. ص. 1022. {{استشهاد بكتاب}}: تحقق من التاريخ في: |تاريخ= (مساعدة)
5. ↑  ابن الشيخ أبي بكر بن سالم، سالم بن حفيظ (1426 هـ). منحة الإله في الاتصال ببعض أولياه. تريم، اليمن: دار المقاصد. ص. 97. {{استشهاد بكتاب}}: تحقق من التاريخ في: |تاريخ= (مساعدة)
6. ↑  عيديد، محمد بن حسن (1433 هـ). إتحاف المستفيد بذكر من أخذ عنهم وواخاهم السيد محمد بن حسن عيديد. ص. 267. {{استشهاد بكتاب}}: تحقق من التاريخ في: |تاريخ= (مساعدة)
7. ↑  المشهور، أبو بكر بن علي. لوامع النور. صنعاء، اليمن: دار المهاجر. ج. الجزء الأول. ص. 173.
8. ↑  المشهور، عبد الرحمن بن محمد (1404 هـ). شمس الظهيرة (PDF). جدة، السعودية: عالم المعرفة. ج. الجزء الأول والثاني. ص. 140، 455. مؤرشف من الأصل (PDF) في 2 يناير 2020. {{استشهاد بكتاب}}: تحقق من التاريخ في: |تاريخ= (مساعدة)
9. ↑  بلفقيه، صالح بن عبد الإله (1428 هـ). دخول وقت صلاة العصر من التقريب إلى التحقيق (PDF). تريم، اليمن. مؤرشف من الأصل (PDF) في 2019-10-05. {{استشهاد بكتاب}}: تحقق من التاريخ في: |تاريخ= (مساعدة)
10. ↑  باكثير، عبد الله بن محمد (1405 هـ). رحلة الأشواق القوية إلى مواطن السادة العلوية. ص. 52. {{استشهاد بكتاب}}: تحقق من التاريخ في: |تاريخ= (مساعدة)

## وصلات خارجية
- كتاب بغية المسترشدين في تلخيص فتاوى بعض الأئمة من العلماء المتأخرين - دار المنهاج للنشر والتوزيع.